# 深見日円
深見 日円（ふかみ にちえん、1869年10月13日（明治2年9月9日） - 1957年（昭和32年）2月7日）は、日蓮宗の僧。日蓮宗の第33・35代管長。久遠寺84世。

## 生涯
愛知県春日井郡下河原村（現・清須市）で、深海房十郎の三男として生まれる。旧名は乙三郎。1935年（昭和10年）に瑞輪寺の住職に就任し、1943年（昭和18年）まで務めた。
また1946年（昭和21年）に日蓮宗の第33代管長となり、1949年（昭和24年）に退任。その後身延山短期大学学長を務めた。1951年（昭和26年）に第35代法主（管長から一時変更）に就任し、1954年まで務める。
1957年（昭和32年）2月7日、老衰のため伊豆・長岡温泉で死去。享年87。